# Armee der Republik Serbische Krajina

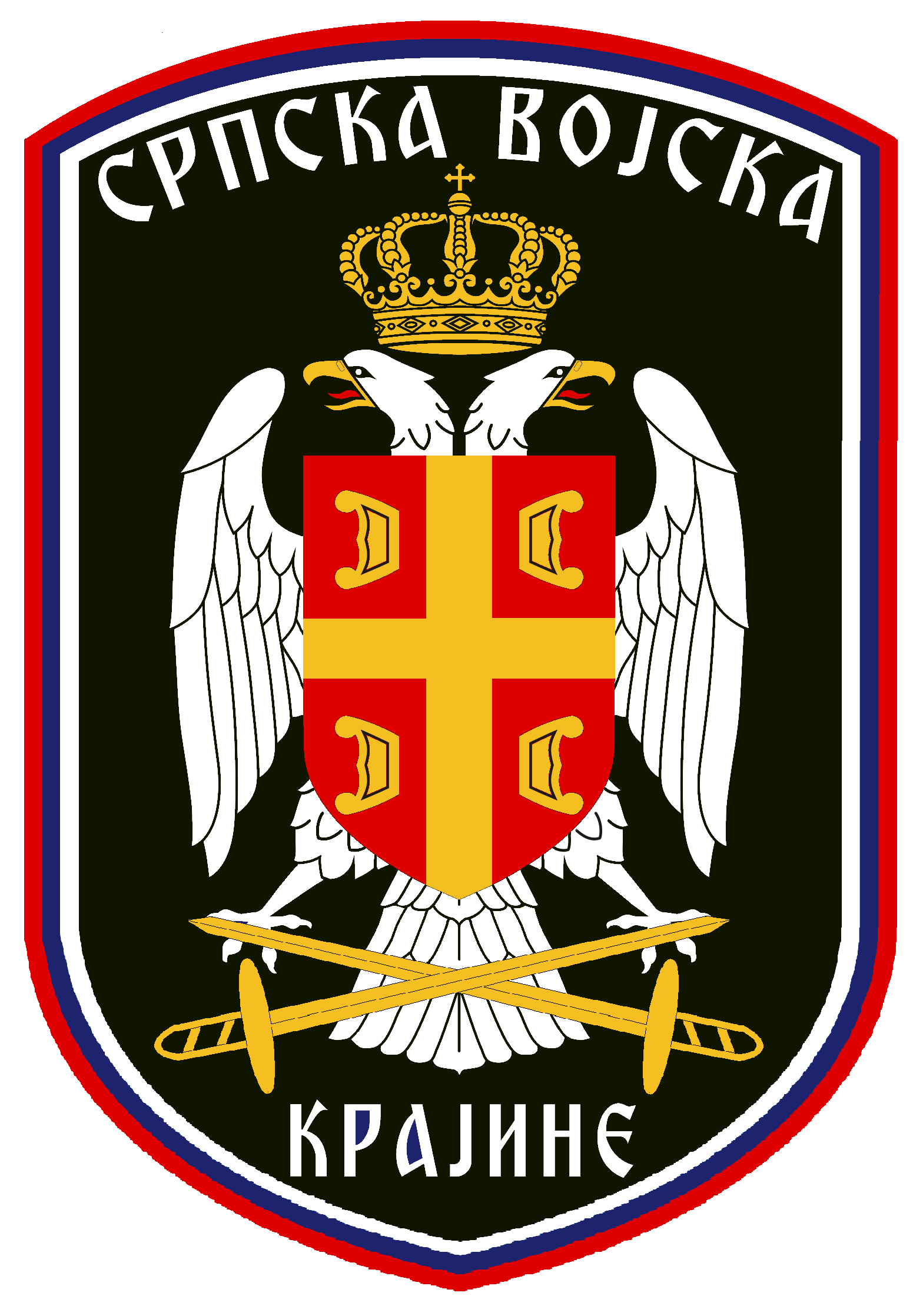
Ärmelabzeichen der Serbischen Armee der Krajina.

Kriegsflagge der Republik Serbische Krajina.

Die Serbische Armee der Krajina (serbisch Српска војска Крајине Srpska vojska Krajine), kurz SVK, war von 1992 bis 1995 die Armee der Serben in Kroatien und deren international nicht anerkannten Republik Serbische Krajina. Die SVK hatte insgesamt 35.000 bis 40.000 Angehörige mit einem Altersdurchschnitt von etwa 45 Jahren.
Der Internationale Strafgerichtshof für das ehemalige Jugoslawien (ICTY) wirft der SVK ethnische Säuberungen und Kriegsverbrechen an Zivilisten vor. Zudem war die SVK für den Raketenbeschuss auf Zagreb im Mai 1995 verantwortlich, bei dem 7 Menschen getötet und 214 verletzt wurden.

## Geschichte
Nach dem Mai 1990 entstand aus 12.000 Mann der jugoslawischen Territorialverteidigung, ergänzt durch serbische paramilitärische Einheiten und (auch nicht-serbische, z. B. griechische und russische) Freiwillige, die „Territorialverteidigung des Serbischen Autonomen Gebiets Krajina“ (Teritorijalna odbrana SAO Krajine).
Aus dieser Territorialverteidigung wurde am 16. Oktober 1992 die SVK unter dem Namen „Serbische Armee der Republik Serbische Krajina“ (Srpska vojska Republike Srpske Krajine), kurz SVRSK, gebildet. Laut Milan Babić soll auch der jugoslawische Geheimdienst (UDBA) am Aufbau dieser Organisation beteiligt gewesen sein.

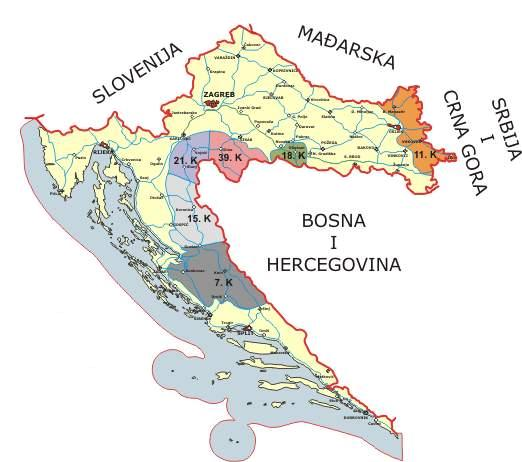
Die territoriale Aufteilung der SVK in sechs Korpsgebiete.

Die Aufgabe der SVK war es, die entlang der Virovitica-Karlovac-Karlobag-Linie entstandene Republik Serbische Krajina zu verteidigen, die für sich den Status eines autonomen Teilstaates innerhalb des jugoslawischen Staates Kroatien beanspruchte.
In Bosnien und Herzegowina war die SVK gemeinsam mit der Armee der Serben in Bosnien und Herzegowina an der Militäroperation Korridor ’92 in der Posavina sowie dem Versuch, Bihać einzunehmen, beteiligt.

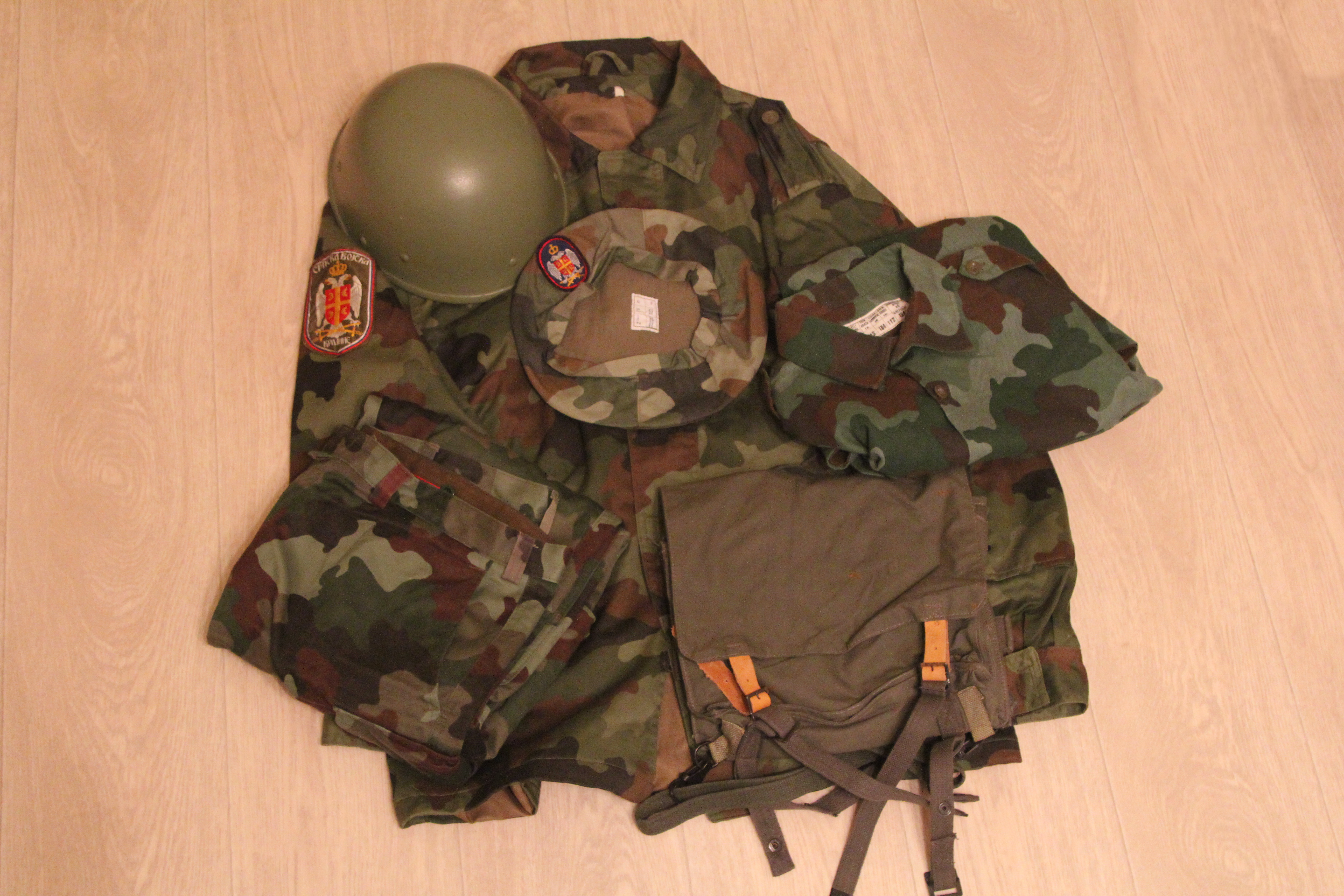
Uniform und Ausrüstung eines Soldaten der SVK.

Die SVK zerfiel nach ihrer militärischen Niederlage, noch während der laufenden kroatischen Militäroperation Sturm, im Sommer 1995. Mitläufer und Kämpfer, denen keine Verbrechen nachgewiesen werden konnten, wurden teilweise vom kroatischen Staat offiziell amnestiert. 
Laut Amnesty International sehen sich viele ehemalige Angehörige der SVK aus Angst vor einer Verfolgung durch die kroatische Justiz an der Rückkehr in ihre Heimat gehindert und halten sich in Drittstaaten, wie zum Beispiel Serbien, Montenegro und Bosnien-Herzegowina versteckt.
Unter den insgesamt 4.350 Personen, gegen die bis Ende 2002 in Kroatien wegen Kriegsverbrechen ermittelt wurde, befanden sich lediglich 35 Kroaten.

## Kriegsverbrechen
Die Militärs der SVK und ihrer Vorgängerorganisationen sollen Kampfhandlungen gegen kroatische Einrichtungen, Paramilitärs, Polizisten und Polizeistationen durchgeführt, ab Sommer 1991 jedoch zunehmend Verbrechen an Zivilisten begangen haben. So wurden laut der Anklage des ICTY bereits 1991 über 170.000 kroatische und andere nicht-serbische Zivilisten gewaltsam aus ihren Ortschaften vertrieben.
Die Anklage wirft den serbischen Militärs und Paramilitärs vor, Zivilisten verfolgt, misshandelt, vergewaltigt, gefoltert und ermordet zu haben.
Die Anführer der Republik Serbische Krajina sollen, im Wortlaut der Anklageschrift des ICTY, gemeinsam mit der politischen Führung Serbien-Montenegros und dem Generalstab der Jugoslawischen Volksarmee unter der Führung von Veljko Kadijević und Blagoje Adžić eine kriminelle Vereinigung („joint  criminal enterprise“) gebildet haben. 
Die bekanntesten Beteiligten seien Milan Babić, Slobodan Milošević, Milan Martić, Vojislav Šešelj und General Ratko Mladić, der zu jenem Zeitpunkt Oberkommandierender der Jugoslawische Volksarmee in Knin war.